# Saint-Germain-de-Montbron
Saint-Germain-de-Montbron település Franciaországban, Charente megyében. Lakosainak száma 488 fő (2022. január 1.). Saint-Germain-de-Montbron Chazelles, Grassac, Marthon, Vouthon, Vouzan és Moulins-sur-Tardoire községekkel határos.

## Népesség
A település népessége az elmúlt években az alábbi módon változott:
| Lakosok száma | 445  | 458  | 436  | 460  | 510  | 505  | 477  | 471  | 468  | 488  |
|               | 1968 | 1982 | 1990 | 2006 | 2013 | 2015 | 2017 | 2019 | 2020 | 2022 |